# エミリー・ウォン
エミリー・ウォン（Emily Wong、王 歌慧、1990年5月10日 - ）は、中国杭州出身の香港の女性歌手。2006年デビュー。所属レコード会社は俳優のレオン・ライが主宰するA Music。

## ディスコグラフィー

### シングル
| タイトル | リリース日   | レーベル |
| -------- | ------------ | -------- |
| 聽說     | 2006年       | A Music  |
| 大話精   | 2007年7月2日 | A Music  |

## フィルモグラフィー

### 映画
- 縁邀知音（2006年）
- 李小龍 マイブラザー（2010年）